# Abū Ghizlān
Abū Ghizlān är en ort i Iran.   Den ligger i provinsen Khuzestan, i den västra delen av landet, 700 km söder om huvudstaden Teheran. Antalet invånare är 475.
Terrängen runt Abū Ghizlān är mycket platt. Runt Abū Ghizlān är det ganska tätbefolkat, med 134 invånare per kvadratkilometer. Närmaste större samhälle är Arvand Kenār, 15,3 km sydost om Abū Ghizlān. Trakten runt Abū Ghizlān är ofruktbar med lite eller ingen växtlighet.